# Ria Anoku
Pas d'image ? Cliquez ici

b Matchs officiels uniquement.
Ria Anoku (庵奥 里愛, An'oku Ria) est une joueuse internationale de rugby à XV japonaise née le 2 octobre 1996, évoluant au poste d'arrière.

## Biographie
Ria Anoku naît le 2 octobre 1996. En 2022 elle joue pour les Mie Pearls (ja) dans la préfecture de Mie. Elle a déjà 7 sélections en équipe nationale quand elle est retenue en septembre 2022 pour disputer sous les couleurs de son pays la Coupe du monde de rugby à XV en Nouvelle-Zélande.